# Bela kapela
Bela kapela faraona Senusreta I. ali Jubilejna kapela Senusreta I. je bila zgrajena v Karnaku v Srednjem egipčanskem kraljestvu. V Novem kraljestvu je  bila opuščena in služila kot polnilo za Tretji pilon Karnaškega templja, posvečenega Amon-Raju.
Dele kapele v Tretjem pilonu, zgrajenem v času Amenhotepa III., so odkrili leta 1927. Od leta 1927 do 1930 so jih skrbno odstranili in iz njih v Karnaškem muzeju na prostem zgradili sedanjo kapelo.
Bela kapela je zgrajena iz apnenca. Na stebrih so zelo kakovostni reliefi, ki jih je drugod v Karnaku težko najti. Na njih je upodobljen kronani faraon Senusret, obdan z Amonom, Horom, Minom in Ptahom.
Po celi bazi zunanjega obzidja so reliefi z emblemi in božanstvi nomov – egipčanskih provinc. Na zahodni strani so nomi Gornjega Egipta, na vzhodni pa nomi Spodnjega Egipta.

## Sklica
1. ↑  Blyth, Elizabeth (2006). Karnak: Evolution of a Temple. London: Routledge. str. 15.
2. ↑  Lacau & Chevrier, 1969.

## Vira
- Lacau, P; Chevrier, H. (1969). Une Chapelle de Sesostris 1er. Service des Antiquities, Cairo.
- Arnaudiès, Alain; Beaux, Nathalie; Chéné, Antoine (2015). Une chapelle de Sésostris Ier à Karnak. Paris: Soleb. ISBN 9782918157236.

- Oltar v Beli kapeli
- Senusret I. pred bogom Minom
- Kronanje Senusreta I.
- Seznam nomov v Beli apeli